# Studebaker Flight Hawk
Der Studebaker Flight Hawk war das preisgünstigste Modell der Hawk-Familie, einer Sportwagenserie, die 1956 von der Studebaker Corporation in South Bend (Indiana) eingeführt wurde.

## Styling

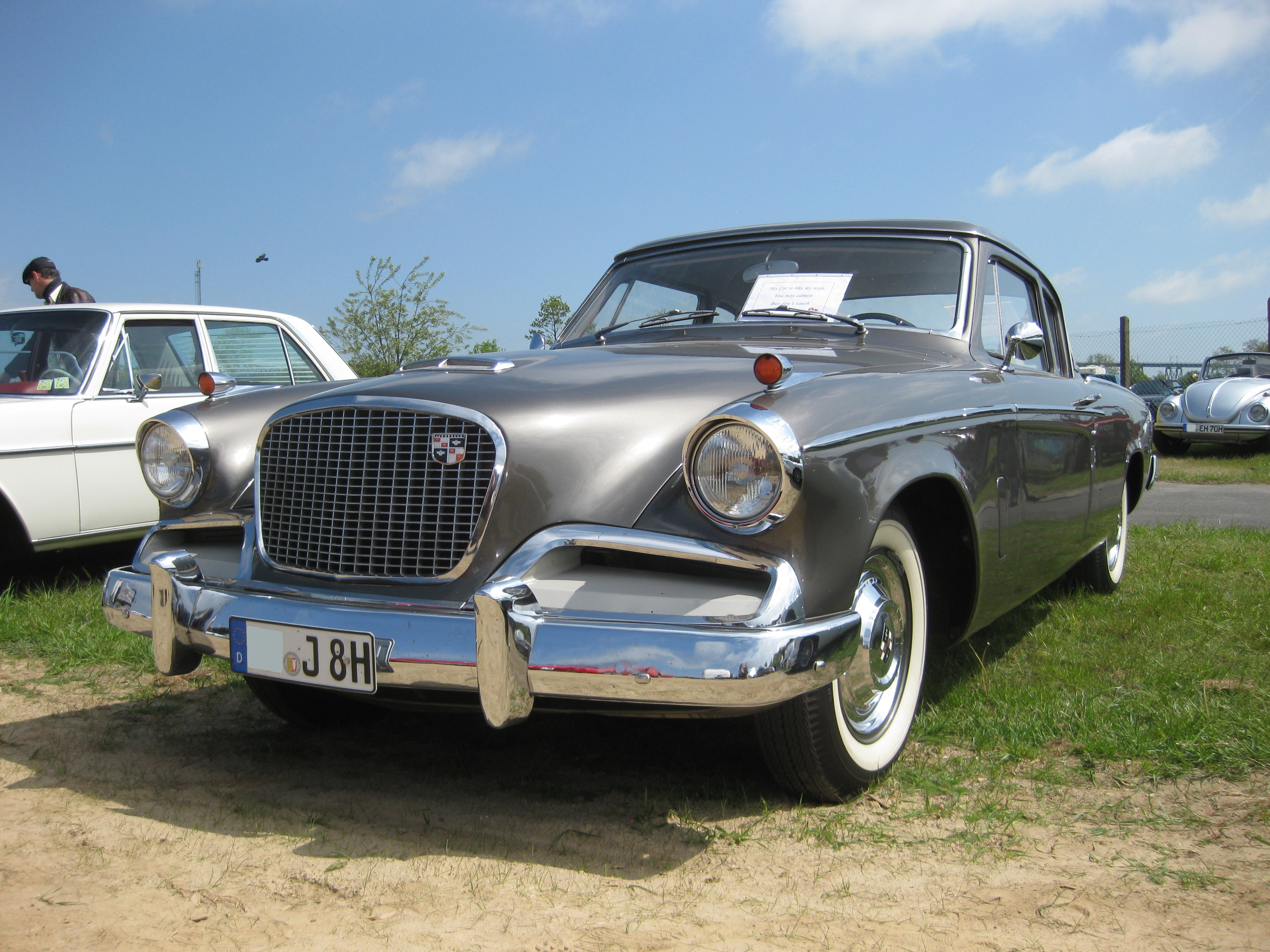
Studebaker Flight Hawk

Der Flight Hawk beruht auf dem 2-türigen Coupé Champion, welcher im Modelljahr 1953 eingeführt wurde. Wie die anderen 1956er Hawk bekam der fünfsitzige Flight Hawk eine neue Motorhaube, einen neuen Kühlergrill, eine neue Kofferraumhaube und ein neues Armaturenbrett. Der Flight Hawk hatte den wenigsten Chromschmuck außen und bekam Achskappen, wenn nicht große Radkappen als Sonderausstattung bestellt wurden.

## Antrieb
Entgegen allen anderen Hawks, die ausschließlich von V8-Motoren angetrieben wurden, besaß der Flight Hawk den 3,0 Liter (185,6 in3) - Reihensechszylindermotor des Champion, der 101 bhp (75 kW) bei 4000 min−1 leistete. Mit diesem Motor gab es entweder ein manuelles Dreiganggetriebe, ein Dreiganggetriebe mit Overdrive oder eine dreistufige Automatik (bekannt als Flight-O-Matic).

## Unterschiedliche Modelle

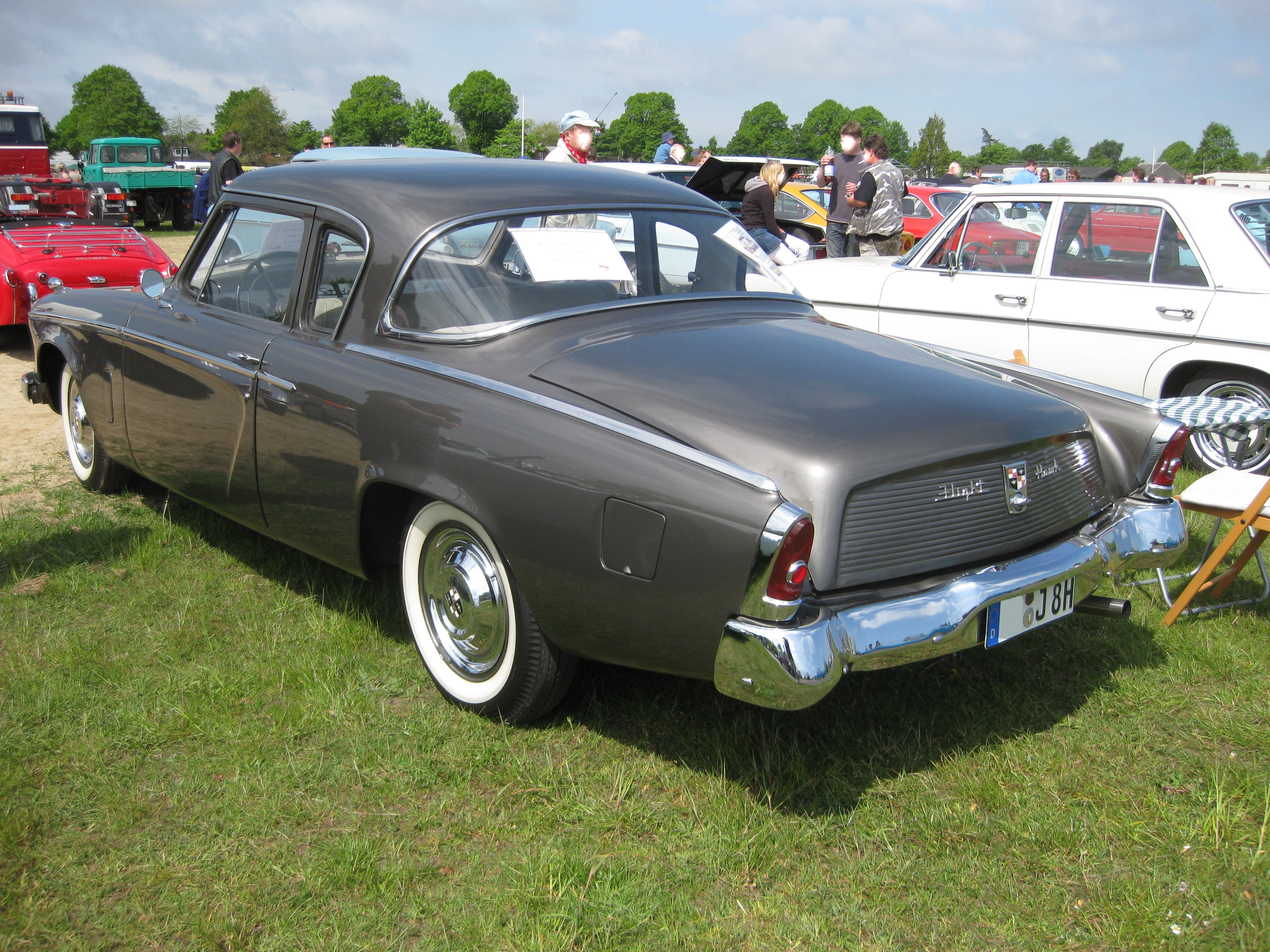
Studebaker Flight Hawk

Den Flight Hawk gab es als 2-türiges Coupé mit B-Säulen (Modell 56G-C3) zum Preis von 1.986 US-$. Für Kanada und andere Exportmärkte lieferte Studebaker auch ein Hardtop-Coupé ohne B-Säulen (Modell 56G-K7). Nur neun von insgesamt 560 Hardtop-Coupés wurden in den USA verkauft, wobei ihr Neupreis nicht bekannt ist.

## Produktionszahlen
- Coupé, Model 56G-C3: 4.389 Stück insgesamt, verteilt auf folgende Werke:
  - 2.508 Stück aus South Bend
  - 557 Stück aus Los Angeles
  - 584 Stück aus Hamilton (Ontario)
  - 740 Stück Export

- Hardtop, Model 56G-K7: 560 Stück insgesamt, verteilt auf folgende Werke:
  - 9 Stück aus South Bend
  - 52 Stück aus Hamilton (Ontario)
  - 499 Stück Export

Von den vier 1956 verfügbaren Hawk-Modellen war der Flight Hawk der am zweithäufigsten georderte. Der Power Hawk führte mit 7095 Exemplaren bei Weitem den Verkauf an.

## Nur ein Jahr
Studebaker entschloss sich, die Hawk-Familie 1957 zu straffen. Dies bedeutete das Ende für die Modelle Flight Hawk, Power Hawk und Sky Hawk, die alle durch den neuen Silver Hawk ersetzt wurden.